# Знедолені (фільм, 1935)
«Знедолені» (англ. Les Misérables) — американський чорно-білий драматичний фільм 1935 року, поставлений режисером Річардом Болеславським за однойменним романом Віктора Гюго з Фредріком Марчем у головній ролі. Фільм був номінований на здобуття кінопремії «Оскар» у чотирьох номінаціях, у тому числі як найкращий фільм .

## Сюжет
За крадіжку буханця хліба, яку Жан Вальжан (Фредрік Марч) вчинив, щоб нагодувати сім'ю, його засуджують до десяти років каторги, де він змушений працювати як раб. Там його вчать читати й писати інші ув'язнені, і там він вперше зустрічає Жавера (Чарльз Лотон), одержимого поліцейського, який сам народився на тюремному кораблі. Після звільнення Вальжан відчуває себе знедоленим, але, нарешті, знаходить притулок у будинку доброго єпископа Мірієля. Вальжан «відплачує» за великодушність священника, крадучи у нього срібну тарілку. Його затримують поліцейські й повертають до єпископа. Він дивується, коли доброзичливий старий священник говорить поліцейським, що цінні тарілки є його подарунком Вальжану. Це змінює колишнього засудженого, який влаштовується під вигаданим прізвищем у маленькому містечку директором фабрики, а згодом стає його мером. Водночас Жавер, що отримав підвищення по службі, призначений там головним інспектором. Хоча Жавер спочатку не впізнає свого старого знайомого, обоє стикаються з надмірно-фанатичним відстоюванням Жавером букви закону.
Жавер випадково розкриває правду про минуле мера, але той не може здатися владі: він виховує сироту Козетту, якою опікується після смерті її матері. В останню мить Вальжан вислизає від Жавера разом з дівчинкою.
Прийомна донька зростає красунею і закохується в студента Маріуса. Юнак бере участь у збройних революційних сутичках, наражаючи себе на небезпеку. Вальжан відгукується на благання закоханої Козетти й виносить пораненого хлопця з-під куль. За його вчинком спостерігає всюдисущий Жавер, який наполягає на арешті. Колишній каторжник змиряється з долею і прощається з донькою, перш ніж здатися поліції. Але в останню мить його очікує сюрприз: жандарм наклав на себе руки. Жан Вальжан нарешті здобуває свободу.

## У ролях

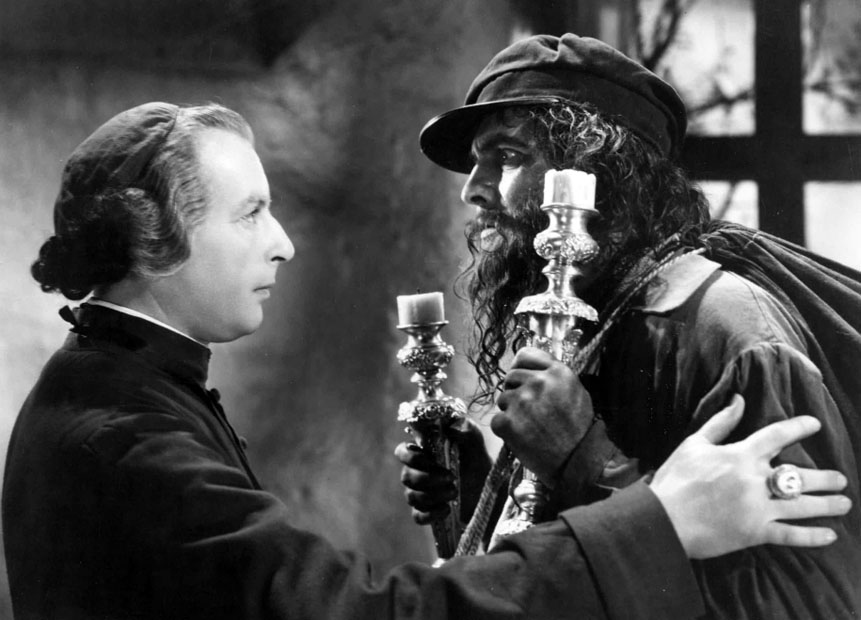
Седрік Гардвік та Фредрік Марч у сцені фільму

| • Фредрік Марч       | … | Жан Вальжан / Шампетьє |
| • Чарльз Лотон       | … | інспектор Еміль Жавер  |
| • Седрік Гардвік     | … | епископ Б'єнвеню       |
| • Рошелль Гадсон     | … | Козетта                |
| • Флоренс Елдрідж    | … | Фантіна                |
| • Джон Біл           | … | Маріус                 |
| • Френсіс Дрейк      | … | Епоніна                |
| • Фердинанд Готтшалк | … | Тенардьє               |
| • Джейн Керр         | … | мадам Тенардьє         |
| • Мерлін Ноулден     | … | Козетта в дитинстві    |
| • Джон Керрадайн     | … | Анжольрас              |

## Знімальна група
- Автор сценарію — В. П. Ліпскомб, за романом Віктора Гюго ««Знедолені»» (1862)
- Режисер-постановник — Річард Болеславський
- Продюсер — Дерріл Ф. Занук
- Асоційовані продюсери — Вільям Гетц, Реймонд Гріффіт
- Оператор — Грегг Толанд
- Композитор — Альфред Ньюман
- Монтаж — Барбара Маклін
- Артдиректор — Річард Дей
- Художник по костюмах — Омар Кайям
- Підбір акторів — Лью Шрейбер (в титрах відсутній)

## Нагороди та номінації
| Список нагород та номінацій       | Список нагород та номінацій | Список нагород та номінацій | Список нагород та номінацій | Список нагород та номінацій | Список нагород та номінацій |
| Кінопремія                        | Рік                         | Категорія                   | Номінант(и)                 | Результат                   |                             |
| --------------------------------- | --------------------------- | --------------------------- | --------------------------- | --------------------------- | --------------------------- |
| Премія «Оскар»                    | 1936                        | Найкращий фільм             | Знедолені                   | Номінація                   |                             |
| Премія «Оскар»                    | 1936                        | Найкращий оператор          | Грегг Толанд                | Номінація                   |                             |
| Премія «Оскар»                    | 1936                        | Найкращий монтаж            | Барбара Маклін              | Номінація                   |                             |
| Премія «Оскар»                    | 1936                        | Найкращий асистент режисера | Ерік Стейсі                 | Номінація                   |                             |
| Національна рада кінокритиків США | 1936                        | ТОП іноземних фільмів       | Знедолені                   | Перемога                    |                             |